# Joseph Rothschild
Joseph Rothschild (Fulda, 5 de abril de 1931-Manhattan, 30 de enero de 2000) fue un historiador de origen alemán, profesor de la Universidad de Columbia e interesado en el estudio de Europa del Este.

## Biografía
Nacido en la ciudad alemana de Fulda el 5 de abril de 1931, emigró a los Estados Unidos en 1940. Fue profesor de Ciencias Políticas en la Universidad de Columbia y estuvo especializado en el estudio de la historia contemporánea de Europa del Este. Falleció en Manhattan el 30 de enero de 2000. Fue autor, entre otros, de un trabajo sobre el golpe de Estado de 1926 en Polonia de Józef Piłsudski.

## Obra
Entre sus publicaciones se encuentran:
- East Central Europe between the Two World Wars (University of Washington Press, 1975).[2]
- The Communist Party of Bulgaria, Origins and Development 1883-1936 (Columbia University Press, 1959).[5]
- Communist Eastern Europe (Walker and Company, 1964).[6]
- Piłsudski's Coup d'État (Columbia University Press, 1966).[3][4]
- East Central Europe between the Two World Wars (University of Washington Press, 1974).[7]
- Ethnopolitics: A Conceptual Framework (Columbia University Press, 1981)[8]
- Return To Diversity: A Political History Of East Central Europe Since World War II (Oxford University Press, 1988).[9]